# Vlag van Pando

Vlag van Pando

De vlag van Pando bestaat uit twee horizontale banen in de kleuren wit (boven) en groen en is samen met het wapen van Pando een van de officiële symbolen van Pando, een departement van Bolivia.
De huidige vlag van het departement Pando is de vlag die werd gebruikt door de Boliviaanse Amazonevrijwilligers in de Chaco-oorlog (de vrijwilligers werden Columna del Porvenir genoemd). In het heden staat wit voor vrede, vrijgevigheid en integriteit; groen staat voor vegetatie en de hoop voor de 21e eeuw.